# Ernest Hemingway

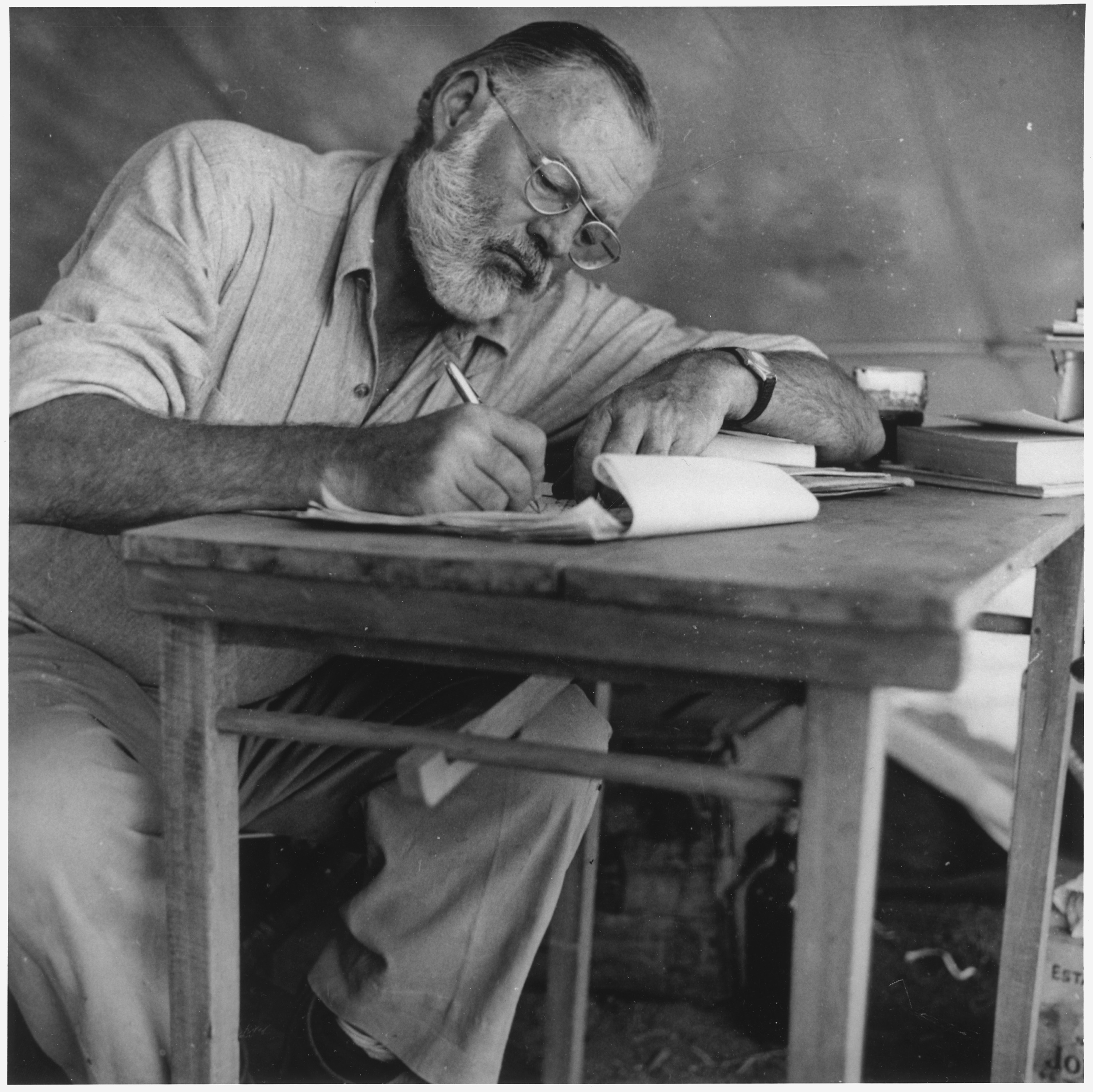
Hemingway, etwa 1953

Signatur

Ernest Miller Hemingway ([ˈɜːnɪst ˈmɪlə ˈhɛmɪŋwɛɪ] (BE) oder [ˈɜrnɪst ˈmɪɫəʳ ˈhɛmɪŋweɪ] (AE); * 21. Juli 1899 in Oak Park, Illinois; † 2. Juli 1961 in Ketchum, Blaine County, Idaho) war einer der erfolgreichsten und bekanntesten US-amerikanischen Schriftsteller des 20. Jahrhunderts. 1953 erhielt er den Pulitzer-Preis für seine Novelle Der alte Mann und das Meer und 1954 den Literaturnobelpreis.
Hemingway war nicht nur Schriftsteller, sondern auch Reporter und Kriegsberichterstatter sowie Abenteurer, Hochseefischer und Großwildjäger, was sich in seinem Werk niederschlägt. Von 1921 bis 1927 war er in Paris für den Toronto Star und andere Magazine als Europa-Korrespondent tätig. In dieser Zeit lernte er auch weitere wichtige Vertreter der Moderne kennen, wie etwa Gertrude Stein, James Joyce, Ezra Pound, T. S. Eliot und F. Scott Fitzgerald. Mit letzterem verband Hemingway eine sehr enge Freundschaft.
Hemingway verlieh dem Lebensüberdruss der Lost Generation einen Ausdruck. Unter dem Vorbild von Mark Twain und Gertrude Stein entwickelte er einen „modernen Klassizismus“, dessen Markenzeichen eine besondere Kargheit des Stils ist. Hemingways Erzählverhalten ist lapidar. Er selbst begründete seinen Stil mit der sogenannten Eisberg-Theorie.
Ernest Hemingway ist Autor einer Reihe an Klassikern der modernen amerikanischen Literatur. Dazu zählen die Romane Fiesta, In einem andern Land und Wem die Stunde schlägt, die Novelle Der alte Mann und das Meer und Kurzgeschichten wie Das Ende von Etwas, Katze im Regen, Ein sauberes, gut beleuchtetes Café oder Schnee auf dem Kilimandscharo. Hemingway schrieb auch Non-fiction-Bücher, darunter den Jagdbericht Die grünen Hügel Afrikas, einen Essay über den Stierkampf (Tod am Nachmittag) oder Paris – Ein Fest fürs Leben, eine Erinnerung an seine Zeit in Paris, die 1964 postum erschien.

## Leben

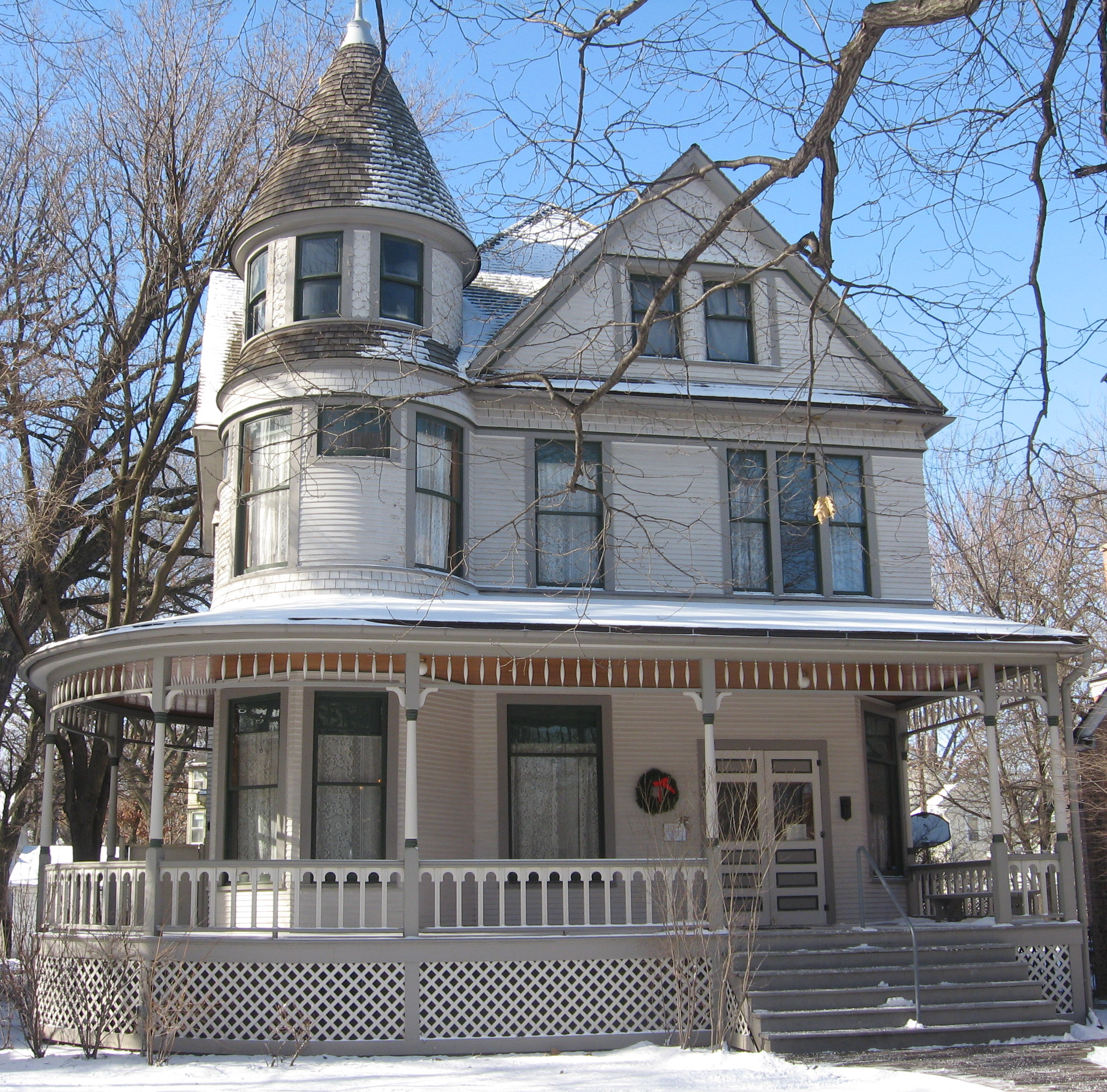
Geburtshaus in Oak Park

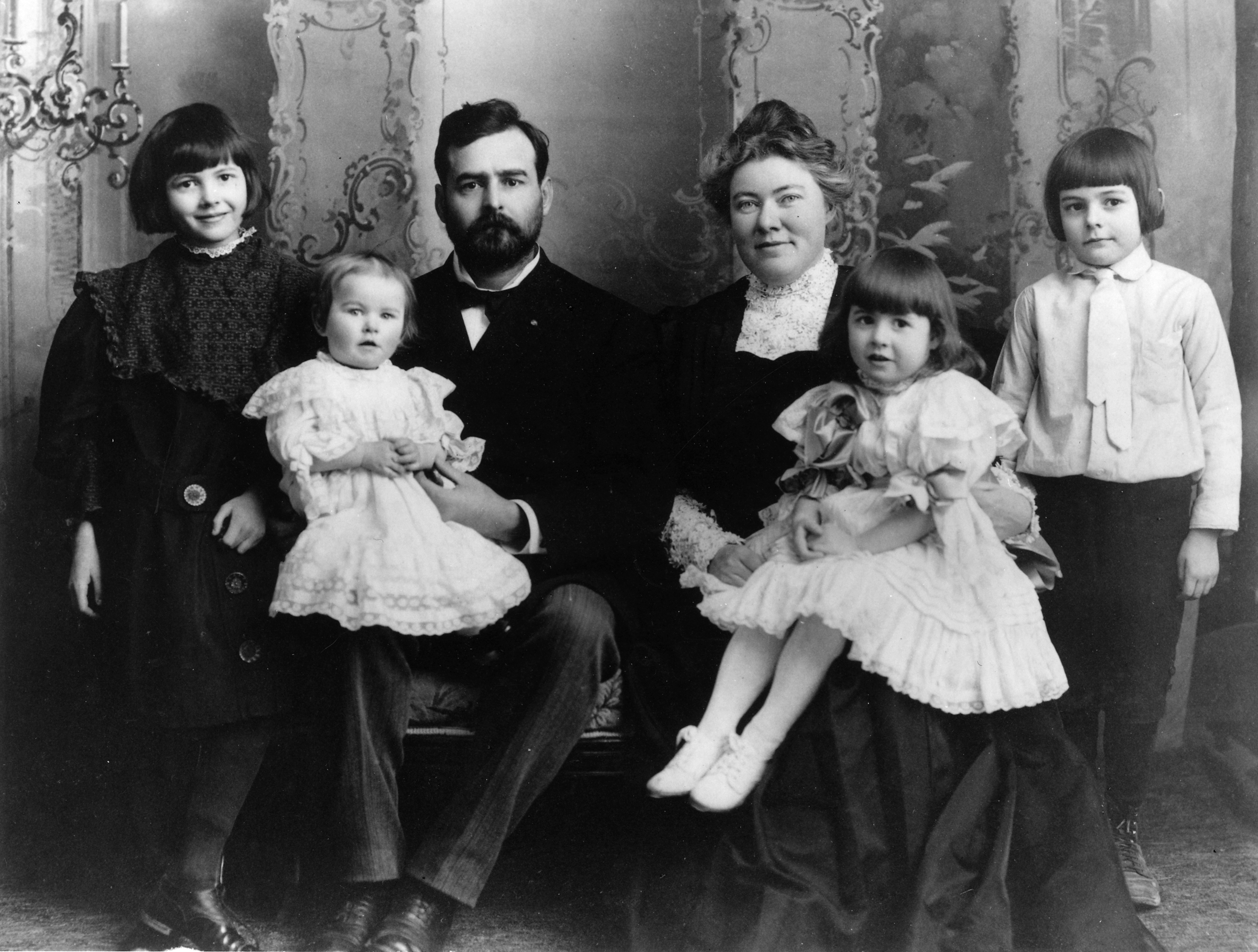
Familie Hemingway (1905; rechts Ernest)

Die Familie Hemingway gehörte zu den Honoratioren der Stadt Oak Park. Hemingways Großvater Anson T. Hemingway, ein dekorierter Veteran des Sezessionskrieges, hatte es als Immobilienmakler in Chicago zu Wohlstand gebracht und war nach Oak Park gezogen.
Hemingways Vater, Clarence Edmonds Hemingway, war Landarzt, seine Mutter, Grace Hall Hemingway, Tochter des wohlhabenden Messergroßhändlers Ernest Miller Hall aus Sheffield in England, Opernsängerin. Vorfahren mütterlicherseits waren die Musiker und Komponisten Edward Miller (Ururgroßvater) und William Edward Miller (Urgroßvater).
Clarence Hemingway hatte am Oberlin and Rush Medical College studiert und führte eine angesehene Praxis als praktischer Arzt und Geburtshelfer. 1911 wurde er zum Präsidenten der Medizinischen Gesellschaft von Oak Park gewählt.
Von 1913 bis 1917 besuchte Ernest Hemingway die Oak Park Highschool. Als Achtzehnjähriger begann er 1917 seine Laufbahn als Lokalreporter beim Kansas City Star in Kansas City.

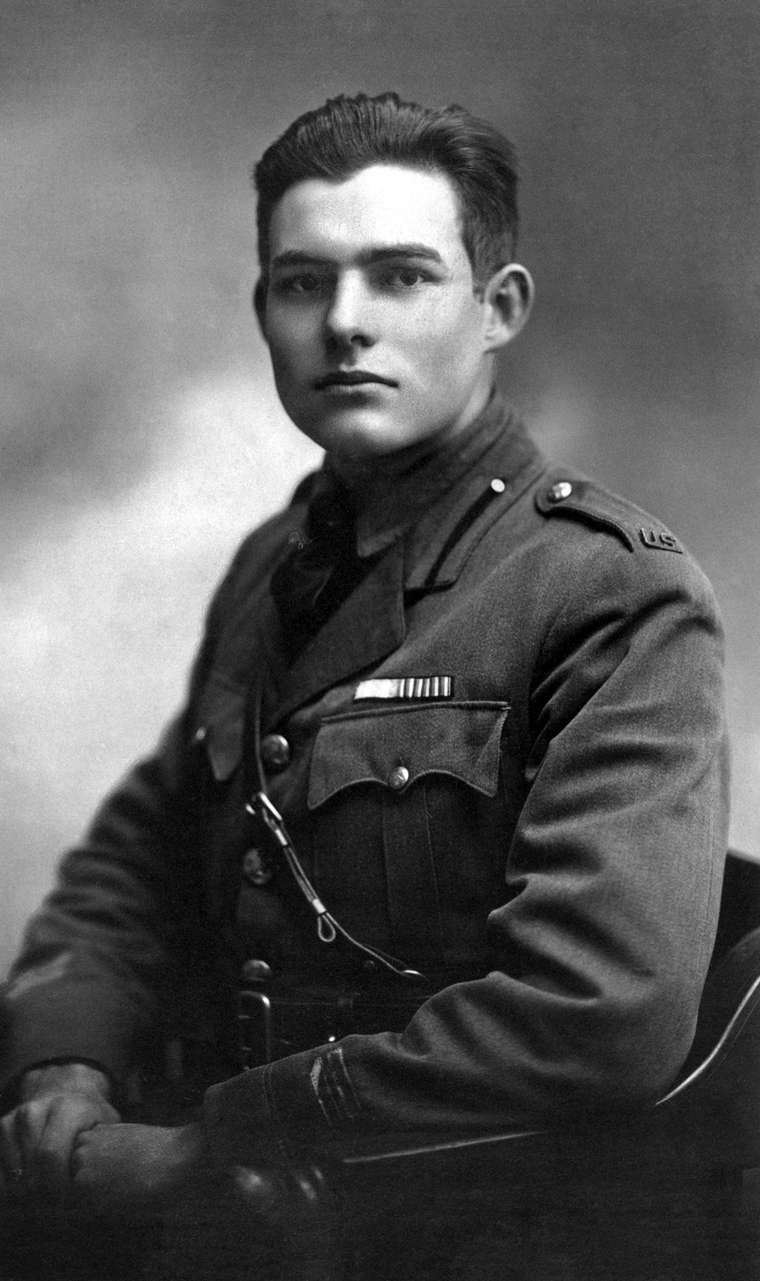
Hemingway 1918 in Mailand

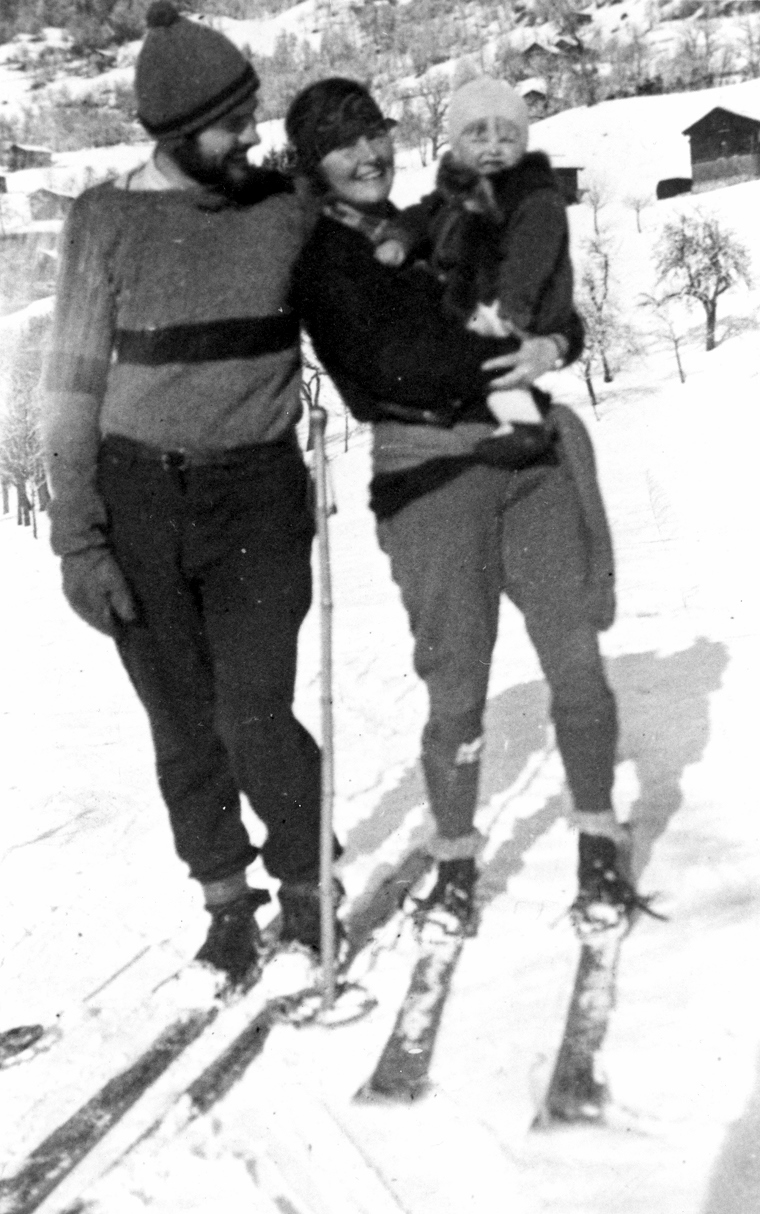
Ernest, Hadley, und John („Bumby“) Hemingway in Schruns, 1925

### Erster Weltkrieg
Im Ersten Weltkrieg meldete sich Hemingway im Frühjahr 1918 freiwillig als Fahrer des Roten Kreuzes und kam an die italienische Front.
Am 8. Juli wurde der 18-Jährige während der zweiten Piaveschlacht in Fossalta di Piave (Venetien) durch eine Granate schwer verwundet und nach fünftägigem Aufenthalt im Feldlazarett, wo man ihm Stahlsplitter aus einem Bein herausoperierte, für sechs Monate in ein Krankenhaus nach Mailand verlegt. Er war der zweite Amerikaner, der an der italienischen Front verwundet wurde. Hier lag er drei weitere Monate und verliebte sich unglücklich in die Krankenschwester Agnes von Kurowsky, eine Amerikanerin aus Washington, D.C. Seine Liebe und die Fronterlebnisse verarbeitete er 1929 in seinem Roman In einem andern Land. 1919 kehrte er nach Oak Park zurück und verbrachte die Zeit von Juli bis Dezember in Michigan. Anschließend ging er nach Toronto, wo er Reporter beim Toronto Star wurde und ab Herbst 1920 Polizeireporter in Chicago.

### Pariser Jahre
Am 3. September 1921 heiratete er Hadley Richardson, die er in Chicago kennengelernt hatte, und zog mit ihr im Dezember 1921 nach Paris, wo er als Europa-Korrespondent des Toronto Star zu arbeiten begann. In Paris verschrieb er sich der Schriftstellerei, wobei er die Bekanntschaft anderer dort lebender Amerikaner, unter anderem F. Scott Fitzgerald, Gertrude Stein und Ezra Pound, machte. Ebenso bereicherten ihn die Begegnungen und die Freundschaft mit Malern wie Juan Gris und Pablo Picasso. Stein prägte in dieser Zeit den Begriff der „Lost Generation“. Wie er entstand, beschreibt Hemingway rückblickend in seinen Erinnerungen A Moveable Feast (Paris – Ein Fest fürs Leben). Stein und Pound lehrten ihn die Kunst des Weglassens und sahen seine Texte durch. Hemingway revanchierte sich, indem er Steins Arbeiten korrigierte und Pound das Boxen lehrte. Im Jahr 1923 wurden Stein und ihre Lebensgefährtin Alice B. Toklas Patinnen seines erstgeborenen Sohns John. Die Freundschaft mit Stein zerbrach 1926. Hemingway, Hadley und ihr Sohn verbrachten zwei Winter (1924/1925 und 1925/1926) in Schruns im österreichischen Montafon, dort schrieb er an seinem Roman Fiesta und an Kurzgeschichten. Am 25. Dezember 1925 kam Pauline Pfeiffer zu Besuch ins Montafon, eine vermögende Moderedakteurin und Mannequin. Sie blieb mehrere Monate; eine Affäre mit Hemingway begann.
Im Jahr 1927 ließ sich Hadley von ihm scheiden, und er heiratete Pauline Pfeiffer nach katholischem Ritus. Im selben Jahr gelang ihm mit Fiesta der Durchbruch, was unter anderem seinem damals modischen, schnörkellos-knappen, simplifizierten Stil zuzuschreiben war. Hemingway übernahm diesen Stil von Sherwood Anderson, Ford Madox Ford und Gertrude Stein; er ist durch kurze Aussagesätze gekennzeichnet. Er begründete seine ökonomische Schreibweise später durch einen eigenen poetologischen Ansatz, das sogenannte Eisbergmodell.
Nach sechs Jahren Aufenthalt in Paris, in denen Hemingway den Wandel vom Journalisten zum Schriftsteller vollzog, ging er mit seiner neuen Ehefrau im Frühjahr 1928 zurück in die USA.

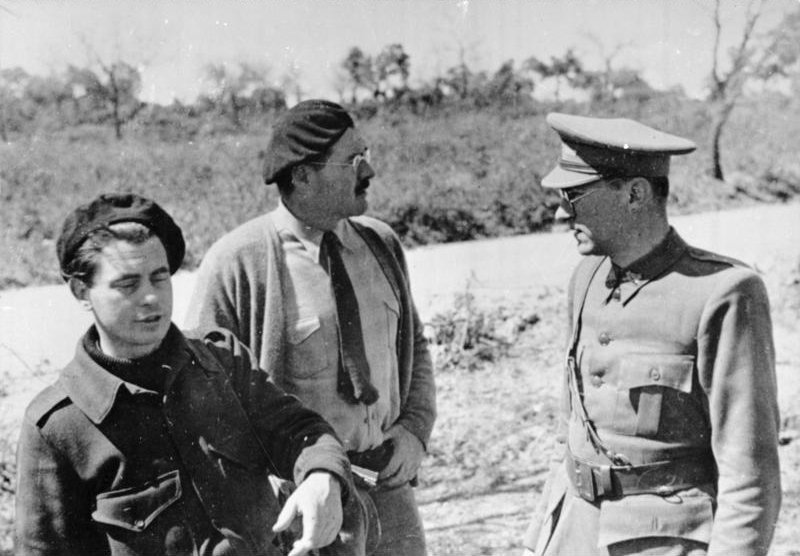
Joris Ivens (links) mit Ernest Hemingway (Mitte) und Ludwig Renn 1937 während des Spanischen Bürgerkriegs

### Key West
Ab 1928 lebte er ein Jahrzehnt lang in Key West. In seinem damaligen Wohnhaus an der Whitehead Street ist jetzt ein Hemingway-Museum untergebracht.
Im Jahr 1933 reiste Hemingway, der früh Jagen und Angeln gelernt hatte und das Leben in der Natur liebte, zu einer Großwildsafari nach Kenia und Tansania. Die Safari wurde geleitet von den Großwildjägern Baron Bror von Blixen-Finecke, dem Ehemann von Karen Blixen, und Philip Percival (1886–1966). Es gilt als gesichert, dass Blixen-Finecke und Philip Percival gemeinsam die Vorlage für die Figur des Robert Wilson, des weißen Jägers in der Kurzgeschichte Das kurze glückliche Leben des Francis Macomber bildeten. Blixen-Finecke war mehr der Charakter, Philip das Äußere. Philip war es auch, der Hemingway die Geschichte eines Nachts am Feuer erzählt hatte.
Im Jahr 1934 kaufte Hemingway ein zwölf Meter langes Fischerboot, das er Pilar nannte, und unternahm Segeltörns in der Karibik. 1935 besuchte er erstmals Bimini, eine Inselgruppe der Bahamas, wo er viel Zeit verbrachte.

### 21 Jahre auf Kuba

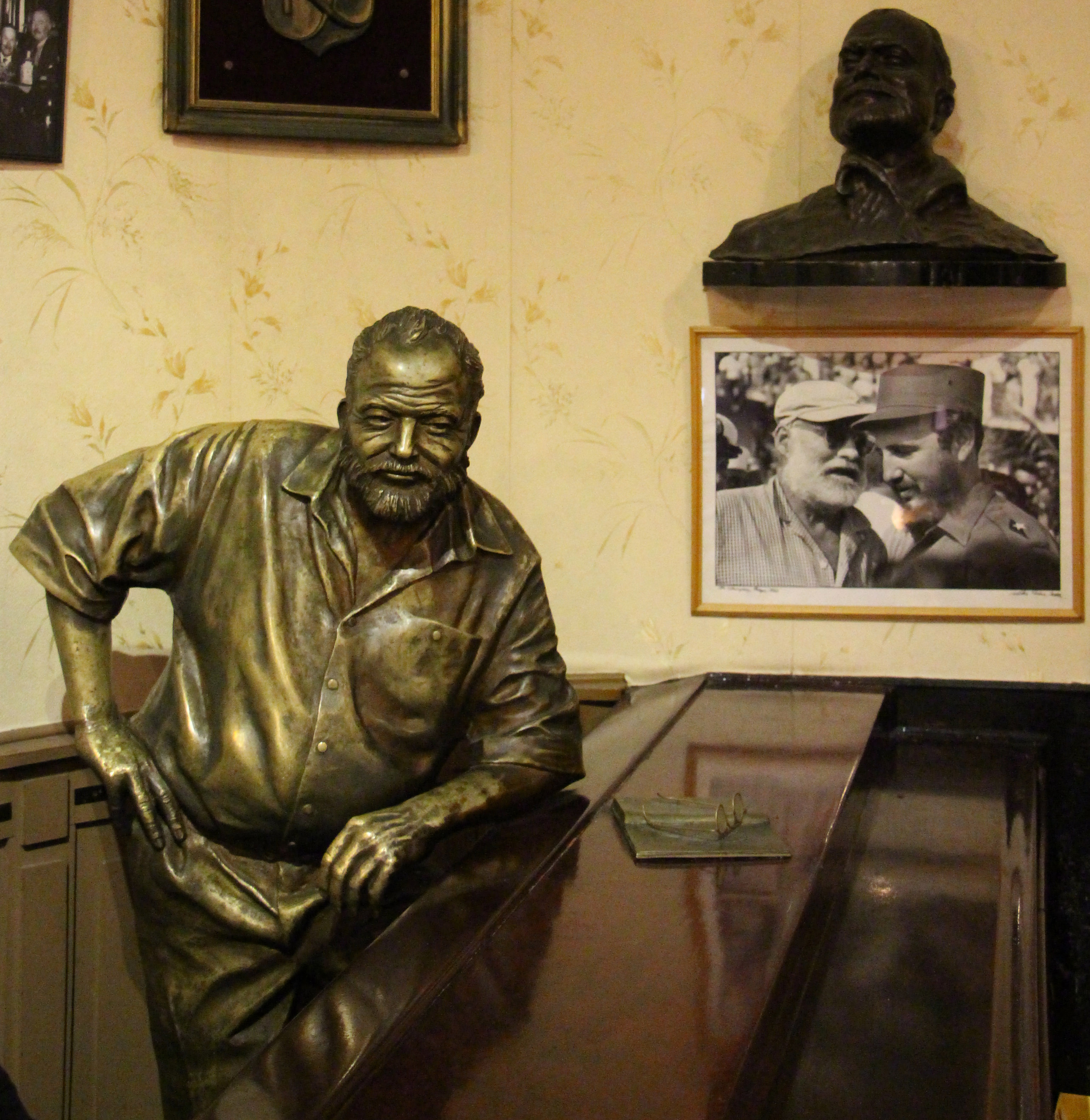
Bronzestatue Hemingways in El Floridita

Nach der Scheidung von seiner zweiten Ehefrau Pauline Pfeiffer lebte Ernest Hemingway mit seiner dritten Ehefrau, der Journalistin Martha Gellhorn, ab 1939 auf Kuba. Das Ehepaar erwarb nahe der Hauptstadt das Landgut Finca La Vigía in San Francisco de Paula südöstlich von Havanna (später eingemeindet). Dort zogen die beiden 1939 ein. In Havanna war er Stammgast in der Bar El Floridita, wo eine Bronzestatue von ihm steht. Auf Kuba wird Hemingway heute noch verehrt: Es gibt Museen, Literaturfestivals und Münzen, die dem Nobelpreisträger gewidmet sind.
Während seiner Zeit auf Kuba unternahm Hemingway zahlreiche Auslandsreisen, die er in seinen Werken thematisierte. Bei einem Venedig-Aufenthalt im Dezember 1948 lernte Hemingway die damals 18-jährige Adriana Ivancich kennen. Er verliebte sich in die junge Frau, die ihn zu dem Roman Über den Fluss und in die Wälder inspirierte. Die platonische Liebesgeschichte, die von einem ausgiebigen Briefwechsel begleitet war und die Ehe mit seiner vierten Frau Mary Welsh ernsthaft belastete, dauerte bis 1955. 1954 hielt sich Hemingway in Uganda auf. Dort überlebte er schwer verletzt zwei Flugzeugabstürze an aufeinanderfolgenden Tagen.
Insgesamt zwei Jahrzehnte, von 1939 bis 1960, lebte Hemingway auf seinem kubanischen Landgut, ab 1945 zusammen mit seiner vierten Frau Mary Welsh. Sie schenkte die Finca nach seinem Tod dem kubanischen Staat.

### Letzter Wohnsitz: Ketchum
Hemingways Gesundheitszustand verschlechterte sich Ende der 1950er Jahre zusehends. Deshalb entschied das Ehepaar, wegen der besseren Behandlungsmöglichkeiten in die USA zurückzukehren. Zusätzlich hatten sich die Beziehungen zwischen Kuba und den USA nach der kubanischen Revolution verschlechtert, die US-Botschaft riet dem Nobelpreisträger zur Ausreise. Im Jahr 1959 erwarb Hemingway ein Landhaus in Ketchum, in den Ausläufern der Rocky Mountains. Hemingway kannte das angrenzende Sun Valley von zahlreichen Urlaubsaufenthalten. Am 25. Juli 1960 besuchten Hemingway und seine Frau Mary ein letztes Mal die Finca Vigía auf Kuba und siedelten fest nach Ketchum in den Bergen Idahos um.

### Krankheiten und Tod
Depressionen und übermäßiger Alkoholkonsum begleiteten ihn die meiste Zeit seines Lebens. Manche Autoren schreiben Hemingway (und seinem Vater) das Krankheitsbild der bipolaren Störung zu. 1960 hielt er sich mehrere Monate in Spanien auf, wo sich seine Krankheit verschlimmerte. Er erlebte einen andauernden Zustand von Depression und schwerer Erschöpfung. Im Oktober kehrte er in schlechter Verfassung aus Spanien nach Idaho zurück.
Schließlich wurde Hemingway nacheinander in verschiedene Krankenhäuser eingewiesen. In der Mayo Clinic in Minnesota erhielt er Medikamente, aber auch Elektrokrampftherapie – allein im Dezember 1960 fünfzehn Anwendungen. Auch weitere Behandlungen mit Stromimpulsen bei einem zweiten Aufenthalt in der Mayo Clinic halfen ihm nicht. Ende Juni 1961 wurde Hemingway aus dem Krankenhaus nach Hause entlassen (Ankunft in Ketchum am 30. Juni). Am frühen Morgen des 2. Juli 1961 beendete Hemingway sein Leben im Alter von 61 Jahren selbst. Er erschoss sich –, wie es sein Vater im Dezember 1928 getan hatte. Die hierbei verwendete Flinte hatte er bereits seit längerem als seine „glatte, braune Geliebte“ bezeichnet. Die Grabstätte von Hemingway befindet sich auf dem Ketchum Cemetery, neben seiner Frau Mary und seinen Kindern Patrick und Gloria. Kurz vor seinem Tod sagte er zu seinem langjährigen Freund Hotchner: „Welchen Sinn hat es, meinen Kopf zu zerstören und mein Gedächtnis, mein Kapital, auszulöschen, und mich so arbeitsunfähig zu machen? Es war eine brillante Heilung, doch haben wir den Patienten verloren.“

## Rezeption und Bedeutung
Ernest Hemingway ist einer der meistgelesenen Autoren des 20. Jahrhunderts. Mit seiner lakonischen Stilistik war er stilbildend für eine ganze Generation von Autoren. Die Jagd, das Hochseefischen, das Boxen und vor allem der Stierkampf faszinierten ihn, was sich auch in seinem Gesamtwerk widerspiegelt. Seine literarischen Helden sind typische Beispiele der Lost Generation; sie versuchen, ihr Leben zu meistern, und ertragen ihr Schicksal mit Fassung, was Hemingways knapper Schreibstil besonders betont.

### Kriegsreporter

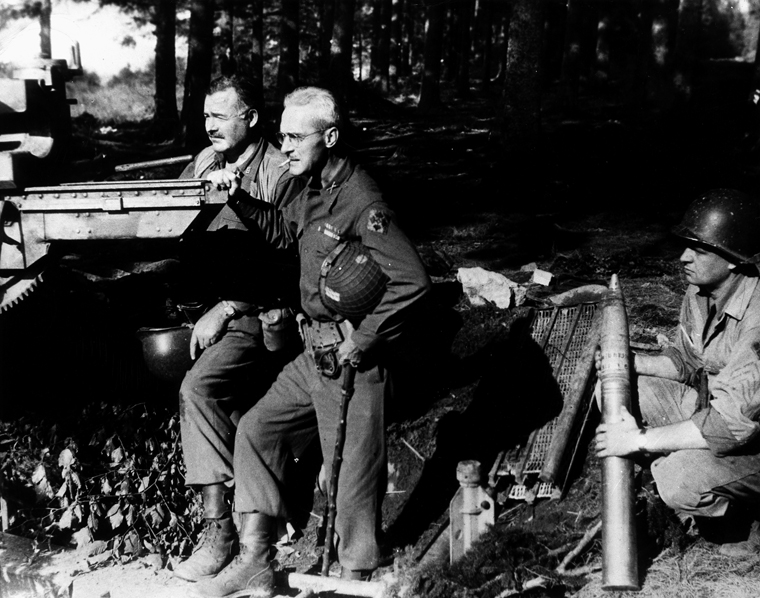
Hemingway (links) als Kriegsreporter mit Oberst Charles Trueman Lanham (Mitte), Schweiler (Eifel) 1944

Hemingway blieb auch nach dem Ersten Weltkrieg als Reporter tätig. So berichtete er zum Beispiel im Griechisch-Türkischen Krieg, aus Deutschland von der Ruhrbesetzung sowie vom Spanischen Bürgerkrieg. Während des Aufenthaltes in Spanien entstand unter dem Eindruck eines Aufenthaltes in Ronda Tod am Nachmittag, ein historisches Sachbuch über die Kunst des Stierkampfs. Am Zweiten Weltkrieg nahm er, u. a. an der Ardennenoffensive, als Kriegsberichterstatter teil. Zeitweilig wechselte er auf die Seite der Aktiven und führte in einer umstrittenen Rolle als Kommandeur oder Berater eine kleine Gruppe von Widerstandskämpfern in Rambouillet. Im August 1944 erlebte er die Befreiung von Paris mit. Als Kriegsreporter beobachtete Hemingway im November 1944 die Schlacht im Hürtgenwald. Die grausamen Kämpfe an der deutschen Westfront bei Aachen führten bei dem Amerikaner zur Veränderung seines bisher kriegsverherrlichenden Weltbildes.
Hemingway behauptet in einem posthum veröffentlichten Brief an Arthur Mizener vom 2. Juni 1950, er habe in beiden Weltkriegen 122 deutsche Soldaten getötet. An einer anderen Briefstelle gibt er vor, einen Kriegsgefangenen mit mehreren Schüssen getötet zu haben. Aufgrund der Gerüchte über Kriegsverbrechen fand eine Befragung Hemingways durch eine Kommission statt, die ihn jedoch entlastete. Auch ein Gutachten der Universität Hamburg von 2008 kommt zu dem Ergebnis, es handle sich bei den einschlägigen Briefpassagen um „fiktionale“ Aussagen. Dennoch hatten die Briefe Hemingways vor Vorliegen des Gutachtens Anlass zu Diskussionen gegeben: Die Stadt Triberg im Schwarzwald setzte nach öffentlichem Druck 2002 das geplante Festival „Hemingway Days“ ab.

### Nobelpreisträger

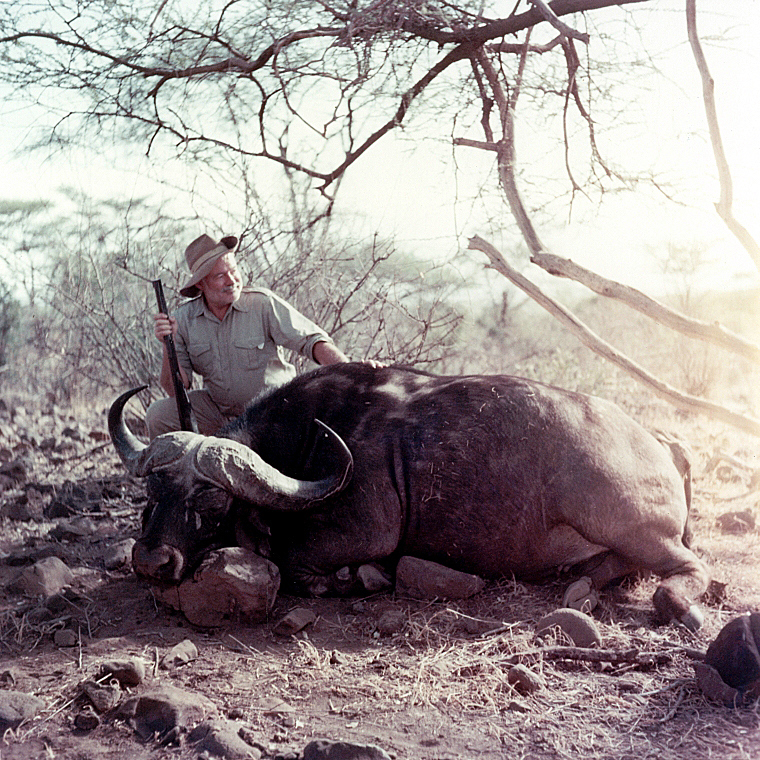
Ernest Hemingway mit erlegtem Kaffernbüffel 1953 in Afrika

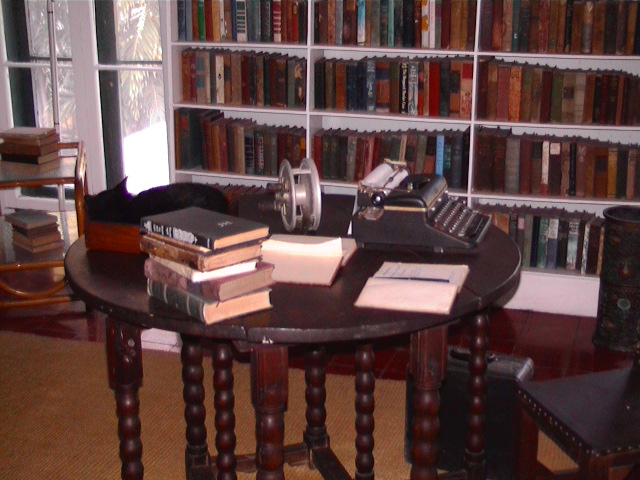
Hemingways Schreibtisch in Key West

Am 28. Oktober 1953 erhielt Hemingway den Pulitzer-Preis und 1954 den Literaturnobelpreis, was maßgeblich durch die Neubewertung seines bisherigen Werkes und infolge der Veröffentlichung von Der alte Mann und das Meer geschah. Die Novelle spielt in Hemingways Wahlheimat Kuba.

### Politische Position
Unter den Biographen Hemingways wurde die Frage seiner politischen Positionierung kontrovers diskutiert. Den einen gilt er als „bewusst unpolitischer“ Autor, die anderen ordnen ihn klar dem linken Lager zu.
Im Jahr 1936 ließ Hemingway sich zwar in das Präsidium des antifaschistischen „Kongresses der Schriftsteller zur Verteidigung der Kultur“ (Congrès international des écrivains pour la défense de la culture) der Allianz der antifaschistischen Intellektuellen in Paris wählen, der, wie erst später bekannt wurde, teilweise von Moskau finanziert wurde. Doch nahm er weder an dem Kongress noch an den weiteren Arbeiten des Präsidiums teil.
In seinen Publikationen über den Spanischen Bürgerkrieg nahm er zwar Partei für die Kämpfer gegen die Truppen Francos, doch ließ er keinerlei Sympathie für linke Organisationen oder Dogmen erkennen.
Im Zweiten Weltkrieg hat sich Hemingway Akten des amerikanischen Geheimdienstes OSS zufolge bereit erklärt, bei einer Reise nach China seine Erkenntnisse dem OSS weiterzugeben. Doch nach dem Krieg unterstellte ihm das FBI, Kommunist zu sein oder zumindest mit den Kommunisten zu sympathisieren. Der Washingtoner Resident des sowjetischen Geheimdienstes MGB verdächtigte Hemingway hingegen des Trotzkismus und berichtete 1948 nach Moskau, dieser habe „Attacken auf die Sowjetunion“ geführt.

### Posthume Veröffentlichungen
Nach seinem Tod wurden zahlreiche Manuskripte aus seinem Nachlass veröffentlicht. Darunter Paris – Ein Fest fürs Leben (1964), Inseln im Strom (1970) und Der Garten Eden (1986). Sein Buch Die Wahrheit im Morgenlicht (True at First Light) wurde 1999 posthum veröffentlicht. In ihm beschreibt Hemingway seine letzte Safari in Kenia, die er 1953 in Begleitung seiner vierten Frau Mary und seines Sohnes Patrick unternahm.

## Familie
Eltern
- Vater: Dr. Clarence Edmonds Hemingway (1871–1928)
- Mutter: Grace Ernestine Hall (1872–1951)

Geschwister
- Marcelline Hemingway (1898–1963)
- Ursula Xavier Hemingway (1902–1966)
- Madelaine Hemingway (1904–1995)
- Carol Hemingway (1911–2002)
- Leicester Hemingway (1915–1982)

Nicht nur Ernest Hemingway starb durch Suizid, sondern auch drei der oben genannten Familienmitglieder – der Vater, die Schwester Ursula und der Bruder Leicester. 35 Jahre nach Ernest nahm sich als Fünfte seine Enkelin Margaux, Schauspielerin und Fotomodell, ebenfalls das Leben.
Ehen
- 1. Ehe (⚭ 3. September 1921): Elizabeth Hadley Richardson (1891–1979)
  - John Hadley Nicanor Hemingway (1923–2000) ⚭ Byra Louise Whittlesey (1922–1988)
    - Joan Hemingway (* 1950)
    - Margaux Hemingway (1954–1996)
    - Mariel Hemingway (* 1961)

- 2. Ehe (⚭ 10. Mai 1927): Pauline Marie Pfeiffer (1895–1951)
  - Patrick Miller Hemingway (* 1928) ⚭ Henrietta Frances Broyles († 1963)
    - Mina Hemingway (* 1960)

  - Gloria Hemingway (1931–2001), vor einer Geschlechtsangleichung Gregory Hemingway

- 3. Ehe (⚭ 21. November 1940): Martha Gellhorn (1908–1998)

- 4. Ehe (⚭ 14. März 1946): Mary Agnes Welsh (1908–1986)

## Werke

### Romane und Kurzgeschichtensammlungen
- Three Stories and Ten Poems, 1923 – Anthologie
- In Our Time (dt. In unserer Zeit), 1925 – Kurzgeschichtensammlung aus Europa.
- The Torrents of Spring (dt. Die Sturmfluten des Frühlings), 1926 – (Kurz-)Roman.
- The Sun Also Rises (dt. Fiesta), 1926 – Roman über Nachkriegsgeneration in Europa.
- Men Without Women (dt. Männer ohne Frauen), 1927 – Sammlung von 14 Kurzgeschichten[35]
- A Farewell to Arms (dt. In einem andern Land), 1929 – Roman aus dem Ersten Weltkrieg.
- Winner Takes Nothing (dt. Der Sieger geht leer aus (1958)), 1933 – Kurzgeschichtensammlung, unter anderem mit Ein sauberes, gutbeleuchtetes Café.
- To Have and Have Not (dt. Haben und Nichthaben), 1937 – Roman aus Key West.
- For Whom the Bell tolls (dt. Wem die Stunde schlägt), 1940 – Roman aus dem Spanischen Bürgerkrieg.
- Across the River and into the Trees (dt. Über den Fluss und in die Wälder), 1950 – Roman aus dem Zweiten Weltkrieg.
- The Old Man and the Sea (dt. Der alte Mann und das Meer), 1952 – Novelle aus Kuba.
- The Fifth Column: and four Stories of the Spanish Civil War (dt. Vier Stories aus dem spanischen Bürgerkrieg), postum 1969.
- Islands in the Stream (dt. Inseln im Strom), postum 1970 – Roman über die Karibik, seine Söhne und den Krieg.
- The Nick Adams Stories (dt. Die Nick-Adams-Stories), postum 1972 – Zyklus von Kurzgeschichten mit dem Protagonisten Nick Adams, Sammlung aus früheren Veröffentlichungen (unter anderem mit Die Killer) und einigen Werken aus dem Nachlass.
- The Garden of Eden (dt. Der Garten Eden), postum 1986 – Roman über eine Ménage à trois in Südfrankreich.
- True at First Light (dt. Die Wahrheit im Morgenlicht), postum 1999 – Beschreibung von Hemingways letzter Safari in Afrika.

### Ausgewählte Kurzgeschichten
- Up in Michigan (dt. Oben in Michigan), 1921 – Hemingways erste Kurzgeschichte.
- Cat in the Rain (dt. Katze im Regen), 1924 – Kurzgeschichte.
- The End of Something (dt. Das Ende von Etwas), 1925 – Kurzgeschichte über das Ende einer Beziehung.
- Soldier's Home (dt. Soldaten zu Hause), 1925
- A Clean, Well-Lighted Place (dt. Ein sauberes, gutbeleuchtetes Café), 1927 – Kurzgeschichte.
- In Another Country (dt. In einem andern Land), 1927 – Kurzgeschichte aus der Zeit des Ersten Weltkriegs an der italienischen Front.
- The Undefeated (dt. Der Unbesiegte), 1927 – Kurzgeschichte über einen Stierkämpfer in Spanien.
- The Killers (dt. Die Killer), 1927 – Kurzgeschichte aus der Zeit der Prohibition.
- Hills Like White Elephants, 1927 – Kurzgeschichte.
- A Day’s Wait, 1933 – Kurzgeschichte.
- The Short Happy Life of Francis Macomber (dt. Das kurze glückliche Leben des Francis Macomber), 1936 – Kurzgeschichte aus Afrika.
- The Snows of Kilimanjaro (dt. Schnee auf dem Kilimandscharo), 1936 – Kurzgeschichte aus Afrika.
- Old Man at the Bridge (dt. Alter Mann an der Brücke), 1938 – Geschichte aus dem Spanischen Bürgerkrieg.

### Ausgewählte deutsche Ausgaben
- Gesammelte Werke in 10 Bänden (Pb.), Rowohlt, Reinbek bei Hamburg 2003 (Neuausgabe), ISBN 3-499-23508-0.
- Sämtliche Gedichte: Amerikanisch/Deutsch, Rowohlt 1988, ISBN 3-499-12306-1.

### Briefwechsel
- Selected Letters 1917–1961. Edited by Carlos Baker (dt. Ausgewählte Briefe 1917–1961. Glücklich wie die Könige), postum 1981.
- Wir sind verdammt lausige Akrobaten. Eine Freundschaft in Briefen (mit F. Scott Fitzgerald, herausgegeben und übersetzt von Benjamin Lebert), Hoffmann und Campe Verlag, Hamburg 2013, ISBN 978-3-455-40466-1.

### Berichte, Essays, Reportagen
- Death in the Afternoon (dt. Tod am Nachmittag), 1932 – Essay über den Stierkampf und seine Geschichte.
- The Green Hills of Africa (dt. Die grünen Hügel Afrikas), 1935 – Geschichte aus Afrika.
- The Spanish War, London 1938.
- A Moveable Feast (dt. Paris – Ein Fest fürs Leben), postum 1964 – Erinnerungen.
- By-Line: Ernest Hemingway. Selected Articles and Dispatches of Four Decades (dt. 49 Depeschen), postum 1967.
- The Dangerous Summer (dt. Gefährlicher Sommer), postum 1985 – Beschreibung von Hemingways letzter Stierkampfreise nach Spanien.
- Dateline: Toronto (dt. Reportagen 1920–1924), postum 1985.

## Filmografie (Auswahl)

### Auf Grundlage von Hemingway-Werken
- 1932: In einem anderen Land (A Farewell to Arms) – Regie: Frank Borzage (mit Gary Cooper)
- 1943: Wem die Stunde schlägt (For Whom the Bell Tolls) – Regie: Sam Wood (mit Gary Cooper und Ingrid Bergman)
- 1944: Haben und Nichthaben (To Have and Have Not) – Regie: Howard Hawks (mit Humphrey Bogart und Lauren Bacall)
- 1946: Rächer der Unterwelt (The Killers) – Regie: Robert Siodmak (mit Burt Lancaster und Ava Gardner)
- 1947: Die Affäre Macomber (The Macomber Affair) – Regie: Zoltan Korda (mit Gregory Peck, Robert Preston und Joan Bennett)
- 1950: The Breaking Point (nach dem Roman Haben und Nicht Haben) – Regie: Michael Curtiz (mit John Garfield)
- 1952: Schnee am Kilimandscharo (The Snows of Kilimanjaro) – Regie: Henry King (mit Gregory Peck, Susan Hayward, Ava Gardner und Hildegard Knef)
- 1957: Zwischen Madrid und Paris (The Sun also rises) – Regie: Henry King (mit Tyrone Power, Ava Gardner und Errol Flynn)
- 1957: In einem anderen Land (A Farewell to Arms) – Regie: Charles Vidor (mit Jennifer Jones und Rock Hudson)
- 1958: Der alte Mann und das Meer (The Old Man and the Sea) – Regie: John Sturges (mit Spencer Tracy)
- 1964: Der Tod eines Killers (The Killers) – Regie: Don Siegel (mit Lee Marvin, Angie Dickinson, John Cassavetes und Ronald Reagan)
- 1977: Inseln im Strom (Islands in the Stream) – Regie: Franklin J. Schaffner (mit George C. Scott und David Hemmings)
- 1990: Der alte Mann und das Meer – Regie: Jud Taylor (mit Anthony Quinn)
- 2001: After the Storm – Regie: Guy Ferland (mit Armand Assante, Benjamin Bratt und Mili Avital)

### Über Hemingway
- 1987: Hemingway. Vierteiliger Fernsehfilm von Bernhard Sinkel mit Stacy Keach, Marisa Berenson, Josephine Chaplin und Pamela Reed. Golden Globe Award für Stacy Keach.
- 1996: In Love and War. Spielfilm mit Chris O’Donnell und Sandra Bullock – Hier werden die Jahre des Ersten Weltkrieges erzählt, in denen Hemingway verletzt wurde. Der Produzent des Films, Dimitri Villard, ist der Sohn von Henry S. Villard, einem Kameraden von Hemingway.
- 1999: Michael Palin's Hemingway Adventure. Vierteilige Dokumentation mit Michael Palin, der die verschiedenen Stationen von Hemingways Leben besucht und versucht, seinem Leben etwas näherzukommen.
- 2005: Mitten im Leben – Ernest Hemingway. (OT: Ernest Hemingway: Rivers to the Sea.) Dokumentation, Deutschland, Frankreich, 2005, 80 Min., Regie: Dewitt Sage, Produktion: arte, BR, Inhaltsangabe von arte.
- 2005: Der Fluch der Hemingways. Dokumentation, Deutschland, 58 Min., Buch und Regie: Clarissa Ruge und Karin Davison, Produktion: BR, Tangram, WDR, Inhaltsangabe von arte. (Enkel John Hemingway geht der Frage nach, warum sich die Hemingways so oft das Leben nahmen.)
- 2012: 적도의 남자 – The Equator Man. Koreanische Fernsehserie auf KBS2 mit Uhm Tae Woong, Lee Joon Hyuk, Lee Bo Young und Im Jung Eun. In der Serie werden wiederholt Zitate von Hemingway wiedergegeben. Die weibliche Hauptdarstellerin, Lee Bo Young, hat den Übernamen 헤밍씨 – Frau Heming.
- 2012: Hemingway & Gellhorn, Fernsehfilm mit Clive Owen und Nicole Kidman, Regie: Philip Kaufman
- 2014: Heming:way out, Theaterstück von Martin Kolozs über den Suizid des Nobelpreisträgers, UA am 3. Mai 2014 in Innsbruck (Österreich)
- 2021: Kuba, Hemingway, eine Cohiba + ich, ein Buch von Wolf-Ulrich Cropp, Verlag Expeditionen, Hamburg, 2021, ISBN 978-3-947911-55-4

## Auszeichnungen
- Silbermedaille für Tapferkeit[36]
- Kriegsverdienstkreuz (Italien)[37]
- 1947: Bronze Star Medal
- 1953: Pulitzer-Preis
- 1954: Literaturnobelpreis
- 1993: Benennung des Asteroiden (3656) Hemingway nach ihm

## Literatur

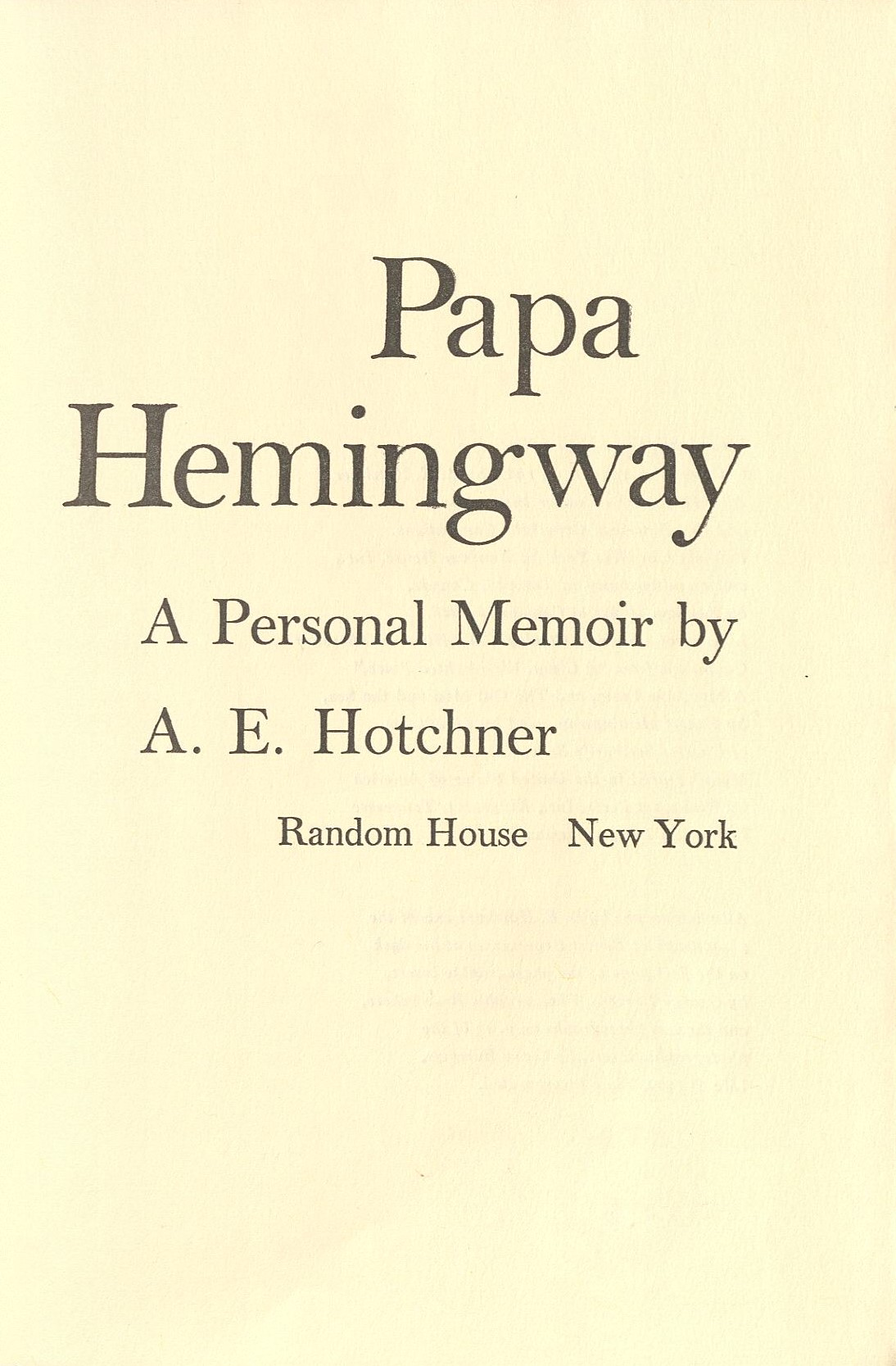
A. E. Hotchner, ein Wegbegleiter (1966)

## Film
- Ernest Hemingway – Ein Leben wie ein Roman. Regie: Virgine Linhart, Arte F, Frankreich, 2020.